# Дюртюлі (Давлекановський район)
Дюртюлі́ (рос. Дюртюли, башк. Дүртөйлө) — село у складі Давлекановського району Башкортостану, Росія. Адміністративний центр Курманкеєвської сільської ради.
Населення — 317 осіб (2010; 308 в 2002).
Національний склад:
- башкири — 97 %